# Alex Delaware
Alex Delaware è un personaggio fittizio della letteratura, protagonista dei romanzi polizieschi di Jonathan Kellerman.

## Lo psicologo forense
Come l'autore stesso, Delaware è uno psicologo, ma specializzato in Psicologia forense e consulente della Polizia di Los Angeles (LAPD) e che svolge le sue funzioni appunto nella città statunitense di Los Angeles.
La serie di Delaware inizia col romanzo Trauma (When the Bough Breaks, 1985), pubblicato in Italia nel 1991 dall'editore Interno Giallo (ora chiuso). Lo psicologo appare in 23 dei popolari romanzi gialli pubblicati da Jonathan Kellerman. L'autore li ambienta tutti a Los Angeles, sebbene ogni tanto Delaware si sposti in altre località a causa di esigenze investigative. La sua specializzazione è la psicologia forense, per quanto Kellerman ambienti una delle sue storie in un passato dove Delaware praticava psicologia infantile.
Alex Delaware ha un amico, il detective Milo Sturgis, che è un poliziotto gay della Los Angeles Police Department (LAPD). Delaware aiuta Sturgis nelle sue varie indagini e avventure: il poliziotto - di statura alta e massiccia - appare in tutti gli episodi della serie e raggiunge la carica di Lieutenant. Col progredire della serie, la compagna dello psicologo, Robin Castagna, si sviluppa ulteriormente, nonostante una lunga separazione durante la quale entrambi intrecciano altre relazioni sentimentali. Kellerman però ci tiene a far sapere che il personaggio di Delaware non è affatto autobiografico, affermando enfaticamente di avere una splendida relazione pluridecennale con la moglie e scrittrice Faye Kellerman, dalla quale ha avuto quattro figli.

## Il detective postmoderno
«Con Alex ho cercato di creare un bravo psicologo» dice Kellerman, «In realtà lui è molto più sensibile di quanto non lo sia io. Ma c'è il fatto che con lui posso riscrivere il dialogo [...] Quando fai terapia come psicologo, ti concentri sul paziente," continua Kellerman. "ma personalmente te ne mantieni al di fuori il più possibile. In poche parole, stai lì seduto e cerchi di far comunicare la persona che ti sta davanti. Così Alex chiede alla gente di comunicare con lui, senza però essere invadente.» Jonathan Kellerman
Alex Delaware ha forte empatia e speciale interesse per i problemi dell'infanzia. Con Alex Delaware, Kellerman raffigura un personaggio eroico dal carattere sensibile, ragionevole e attraente. L'autore non manca di seguire la prassi del thriller, affiancando a Delaware la classica spalla, il detective LAPD detective Milo Sturgis. Rivela inoltre che la madre di Alex era una depressiva cronica e suo padre un alcolista violento e perverso. Kellerman introduce nelle storie anche la compagna di Delaware, la liutaia Robin Castagna, e una simpatica cagnetta Bouledogue Francese, che serve a sottolineare il carattere empatico dello psicologo. Guida una Cadillac Seville vintage e a casa, Alex coltiva la passione dei pesci koi.
La caratterizzazione che Kellerman fa di Delaware è tipica del "Detective Postmoderno" spesso definito come dilettante inesperto, spesso sensibile e attento alle emozioni degli altri, meditativo e socializzante, a volte estratto da gruppi tradizionalmente non coinvolti. Lo stesso autore descrive il suo personaggio come "sensibile, coinvolto socialmente, amabile e passionale, profondamente attento ai suoi pazienti e alla famiglia, cinico solo in merito ai cattivi". Inoltre, Kellerman soffonde la serie di una certa "sofisticatezza" professionale.
L'amico di Delaware, Milo Sturgis, enfatizza ulteriormente il ritratto del detective postmoderno. Ruolo importante, quello di Milo, poliziotto di carriera, grosso e arruffato, simpatico orso che inaspettatamente viene presentato come gay. Milo molto spesso assume il ruolo di "arriva la cavalleria", mentre Delaware acquisisce quello del "cavaliere errante" che si caccia in situazioni orrifiche e disperate.

## Opere con Delaware
In Italia, tutti i titoli sono pubblicati dalla Sperling & Kupfer, eccetto dove altrimenti indicato nei riferimenti
| Titolo orig.(EN)        | Anno (EN) | Titolo (IT)            | Anno (IT) | ISBN (IT)     | Riferimenti & Trame |
| ----------------------- | --------- | ---------------------- | --------- | ------------- | --- |
| When The Bough Breaks   | 1985      | Trauma                 | 1991      | 8835600820    | Pubbl. Interno Giallo - Prima apparizione dello psicologo Alex Delaware, alle prese con un caso di molestie sessuali a minori - entra in campo anche Milo Sturgis, poliziotto LAPD. |
| Blood Test              | 1986      | (inedito)              | -         | -             | Un padre pericoloso e un bambino affetto da tumore, che sparisce dall'ospedale oncologico. Due omicidi e ricerca disperata, con Delaware in un labirinto di futili indizi. Kellerman ha anche modo di sottolineare il caos delle cure cultiche-omeopatiche. |
| Over The Edge           | 1986      | Baratro                | 1989      | (Euroclub)    | Una storia del passato, con un giovane Delaware ricercatore sui bambini prodigio. Un collega del progetto viene arrestato e accusato di essere un serial killer che uccide gigolò: ad Alex viene chiesto di indagare e, insieme all'amico Sturgis, svolgono una matassa intricata, dove viene esaminata anche la condizione dell'omosessualità negli Stati Uniti. |
| Silent Partner          | 1989      | Psicosi                | 1992      | (Euroclub)    | Interludio amoroso di Delaware con una vecchia fiamma, che inaspettatamente si suicida. O no? Alex decide di indagare e scopre una tragica matassa di soprusi e molestie sessuali. |
| Time Bomb               | 1990      | Senza colpa            | 1992      | 8820013878    | Sparatoria in una scuola elementare, ma l'unica a morire è la persona che sparava. Il padre di questa, chiede ad Alex di preparare un'autopsia psicologica e durante le indagini vengono rivelati estremismi politici e famiglie disfunzionali. |
| Private Eyes            | 1992      | Occhi indiscreti       | 1993      | 8820015765    | Una precedente paziente di Delaware lo ricontatta perché indaghi su un trascorso crimine. Agorafobia e scomparsa della cliente portano Alex e Milo Strugis a cercare la soluzione in passati problemi mentali e criminosi. |
| Devil's Waltz           | 1993      | Il valzer del diavolo  | 1994      | 8820017938    | A Delaware viene chiesto di indagare sul caso di una bambina ricoverata troppo spesso e con strani sintomi. Le indagini rivelano drammatici segreti nell'ambito dell'Ospedale Pediatrico di Los Angeles, specialmente quando uno dei suoi medici viene ucciso. |
| Bad Love                | 1994      | Amore violento         | 1995      | 8820019825    | Una cassetta registrata con gli urli di un bambino e una cantilena che ripete il versetto "amore violento", portano Alex a ricordarsi di una conferenza all'Ospedale Pediatrico di L.A. che portava come titolo tale versetto. Lo psicologo indaga e crea fastidi profondi, fino ritrovarsi con la casa incendiata. |
| Self-Defense            | 1995      | Estrema difesa         | 1997      | 8820024411    | Tredici mesi dopo i tragici eventi di Amore violento, Delaware incontra una passata paziente che aveva partecipato come giurata ad un processo contro un serial killer. La donna soffre di incubi e lo psicologo deve aiutarla, mentre indaga anche su un caso dove un'altra paziente potrebbe essere la vittima di un attuale serial killer. Vengono a galla ricordi repressi, gruppi di depravati, carcerati autobiografi e naturalmente... i serial killer. |
| The Web                 | 1996      | (inedito)              | -         | -             | Alex e la compagna Robin viaggiano per assistere un collega dottore su un'isola. L'intrigo della storia diventa complesso, con violenza, omicidio ed esperimenti strani che si susseguono in un romanzo particolarmente difficile. |
| The Clinic              | 1997      | (inedito)              | -         | -             | Un vecchio caso di omicidio e psicologia spicciola di scrittori che poi vengono ammazzati. Sturgis e Delaware scoprono crimini a contratto e infanzie tormentate, con un assassino che si aggira indisturbato. |
| Survival of the Fittest | 1997      | (inedito)              | -         | -             | Questo romanzo non usa solo l'Io narrante di Delaware, ma presenta anche la prospettiva in 3ª persona di un ispettore israeliano – Daniel Sharavi – già protagonista di un altro romanzo di Kellerman. La storia svolge una collaborazione tra i tre detective: Milo, Alex e Daniel – la trama ha risvolti internazionali. |
| Monster                 | 1999      | Lo schermo buio        | 2000      | 8820030640    | Kellerman ambienta questa storia in una Los Angeles di fine millennio, che ricorda molto le opere di Kenneth Millar, al quale dedica il libro. Delaware e Sturgis indagano un crimine che li porta ad un internato del Manicomio Criminale dell'Ospedale Starkweather, ma la storia punta ad un mostro che vive tranquillamente in società. L'autore coglie l'occasione per descrivere i disordini mentali causati da psicotropi e coinvolge un personaggio erroneamente accusato di omicidio plurimo, che soffre di malattia mentale causata da farmaci psicoattivi. |
| Dr. Death               | 2000      | Buon viaggio bastardo  | 2002      | 8820032732    | La storia si apre con un cadavere ritrovato sulle colline Hollywood e Alex collabora con Milo nelle indagini per scoprire chi ha ammazzato il Dr. Death (Dottor Morte), conosciuto così per le sue attività di eutanasia. La poliziotta Petra Connor appare qui per la prima volta ad aiutare la coppia, diventando poi l'interprete di una serie indipendente. |
| Flesh and Blood         | 2001      | Una vittima scomoda    | 2003      | 8820034476    | Delaware riceve una telefonata dalla madre di una ex-paziente, la cui figlia è scomparsa. L'ultima volta che Alex l'ha vista èe stato ad una festa dove lei faceva la spogliarellista. Situazioni rischiose lo mettono in pericolo mentre assiste Sturgis nelle indagini. |
| The Murder Book         | 2002      | Istantanee di morte    | 2004      | 8820036177    | Nuova avventura di Alex e Milo, che qui torna al passato ed esamina la sua carriera di poliziotto e la corruzione che spesso ha dovuto combattere nei ranghi. La storia poi si sviluppa nel presente, quando Delaware riceve un album di foto raffiguranti diversi omicidi insoluti. |
| A Cold Heart            | 2003      | Cuore freddo           | 2005      | 8820037661    | "Me n'è capitato uno pazzesco” Milo esclama ad Alex, "e naturalmente ho pensato a te"... E così cominciano le indagini per risolvere una serie di omicidi con indizi ripetitivi. I due si associano alla detective Petra Connor nella ricerca di dettagli che portano direttamente a Robin Castagna, ex-compagna di Delaware. |
| Therapy                 | 2004      | Il lato oscuro         | 2006      | 8820040085    | La coppia di investigatori sono alle prese con un doppio omicidio che si collega ai diritti umani e alle atrocità del Ruanda. Piste false abbondano e l'autore ne approfitta per esaminare la fissazione americana per gli psicoterapeuti. |
| Rage                    | 2005      | (inedito)              | -         | -             | Caso di rapimento e omicidio di minore – l'omicida contatta Delaware dopo esser stato rilasciato dal carcere minorile, ma viene poco dopo ucciso violentemente. Sturgis aiuta l'amico Alex in un'indagine tra famiglie emarginate e assassini psicopatici. |
| Gone                    | 2006      | (inedito)              | -         | -             | Rapimento di due attori dilettanti, poi uno dei due viene ucciso e la nostra coppia di investigatori segue indizi lasciati da oscuri imprenditori e strani insegnanti di teatro, con macabre passioni tassidermiche. Nello sfondo e con grande sollievo dei lettori, Alex e Robin si rimettono insieme dopo una lunga separazione - arriva anche la nuova cagnetta Blanche, bouledogue francese. |
| Obsession               | 2007      | (inedito)              | -         | -             | Un'adolescente che Delaware ha curato di disturbo ossessivo compulsivo, si ripresenta anni dopo per fargli risolvere un misterioso omicidio confessato dalla madre adottiva sul letto di morte. Vecchi e nuovi crimini vengono a galla. |
| Compulsion              | 2008      | Ossessione             | 2009      | 9788834714560 | Pubblicato da Fanucci Editore - Molteplici omicidi dove auto di lusso e transessuali sembrano coinvolgere un pazzo omicida che nessuno riesce ad individuare. |
| Bones                   | 2008      | Ossa                   | 2010      | 9788834715659 | Pubblicato da Fanucci Editore - Un ricco adolescente riceve un macabro messaggio su un "cadavere sepolto nello stagno" della sua villa. Il corpo putrefatto di un pianista viene poi ritrovato proprio in quella proprietà e Delaware inizia le indagini con l'aiuto di Sturgis, mentre altre ossa affiorano in zona. |
| Evidence                | 2009      | Una prova schiacciante | 2011      | 9788834716823 | Pubblicato da Fanucci Editore - Doppio omicidio con stupro nel cantiere di una sontuosa villa mai completata. La storia mischia ingredienti ecologici, psicotici, estremisti, mediorientali e terroristici, in una complicata indagine dove Alex e Milo riescono a malapena a raccapezzarsi. |
| Deception               | 2010      | L'inganno              | 2011      | 9788834717611 | Pubblicato da Fanucci Editore - Milo Sturgis viene assegnato al delicato caso di un omicidio accaduto presso l'esclusiva scuola di Windsor, dove la vittima era una giovane insegnante che ha lasciato un DVD con accuse di molestie sessuali da parte di alcuni colleghi. Milo e Alex indagano e scoprono spiacevoli verità che coinvolgono vittima, docenti e studenti... e forse anche il vice-capo della polizia. |
| Mystery                 | 2011      | (inedito)              | -         | -             | Una rete di prostitute su internet, una squillo con la faccia spappolata, ricchi signori che si annoiano – Delaware e Sturgis si impelagano tra reti sociali web e risultanti cadaveri. |
| Victims                 | 2012      | (inedito)              | -         | -             | Serial killer che ammazza e poi sbudella le proprie vittime, in un rito preciso e ossessivo. Alex questa volta deve indagare proprio nel suo campo, la psicologia, ma ai suoi disperati estremi patologici. |